# 第68回国民体育大会
第68回国民体育大会（だい68かいこくみんたいいくたいかい）は、2013年（平成25年）に東京都と秋田県で開催された国民体育大会（国体）。東京都の大会愛称は直後に行われる第13回全国障害者スポーツ大会と共通で「東日本大震災復興支援 スポーツ祭東京2013」。東京都での国体開催は第14回大会以来54年ぶり3度目で、多摩地域と島嶼部を中心に開催されるのは初となる。「東京国体」または「多摩国体」とも呼ばれる。メイン会場は東京都調布市の味の素スタジアム。
大会の愛称に「○○国体」と付かないのは異例であり、国民体育大会と全国障害者スポーツ大会の愛称が同一名称で開催されるのも初めてとなる。
冬季大会は東京都と秋田県で分離開催となり、東京都ではスケート（会場はスピードスケートのみ福島県郡山市）およびアイスホッケー、秋田県では「あきた鹿角国体2013」の愛称でスキーが開催された。

## マスコットキャラクター
本大会・冬季大会（東京）は、全国障害者スポーツ大会と共通の「ゆりーと」。東京都民の鳥であるユリカモメをモチーフとして「ゆりかもめ」と「アスリート」を掛けている。大会のPRのため、都営バスや東京都内を走る民営の路線バスでは「ゆりーと」のラッピングバスが期間限定で運行された。
大会終了後も「ゆりーと」は東京都のスポーツ振興のマスコットキャラクターとして引き続き使用されている。

## 大会合言葉
東京
「東京に 多摩に 島々に 羽ばたけアスリート」
秋田
「響き合う 人・雪・感動 ゆめ息吹」

## 沿革
2010年7月7日に開催された日本体育協会国体委員会により決定された。大会愛称は7月31日に発表された。
また、秋田県での冬季大会（スキー競技）開催は、2011年9月26日に決定した。

## 冬季大会

### スケート競技会
第68回国民体育大会冬季大会スケート競技会・アイスホッケー競技会は、1月26日から2月1日までの日程で東京都新宿区、渋谷区、江戸川区、東大和市、西東京市、福島県郡山市で開催された。

#### 実施競技・会場一覧
| 競技名                 | 競技名                   | 競技名   | 会場地                         | 会場                       |
| ---------------------- | ------------------------ | -------- | ------------------------------ | -------------------------- |
| スケート               | スピード（詳細）         |          | 郡山市                         | 郡山スケート場             |
| スケート               | ショートトラック（詳細） |          | 江戸川区                       | 江戸川区スポーツランド     |
| スケート               | フィギュア（詳細）       |          | 渋谷区                         | 国立代々木競技場第一体育館 |
| アイスホッケー（詳細） | アイスホッケー（詳細）   |          | 東大和市                       | 東大和スケートセンター     |
| アイスホッケー（詳細） | アイスホッケー（詳細）   | 西東京市 | ダイドードリンコアイスアリーナ |                            |

### スキー競技会
第68回国民体育大会冬季大会スキー競技会は、2月16日から2月19日までの日程で秋田県鹿角市で行われた。テーマは「あきた鹿角国体2013」、スローガンは「響きあう 人・雪・感動 ゆめ息吹」。

## 本大会

### 総合開会式
総合開会式は、2013年9月28日に味の素スタジアムで行われ、天皇・皇后が臨席し、猪瀬直樹東京都知事が開会宣誓を行った。
総合開会式は例年は昼間に開催されるが、オリンピック開会式を意識して薄暮に開催された(総合演出はコンドルズの近藤良平)。開会式終了後に花火が打ち上げられ、スタジアム全体を彩った。

### 実施競技・会場一覧
- 会期前競技[9]　9月11日 - 9月15日
- 本大会　9月28日 - 10月8日

| 種目                                                                                       | 会場地                                                                  | 会場 |
| ------------------------------------------------------------------------------------------ | ----------------------------------------------------------------------- | --- |
| 陸上競技                                                                                   | 調布市                                                                  | 味の素スタジアム |
| 水泳（競泳、飛込、シンクロ）                                                               | 江東区                                                                  | 東京辰巳国際水泳場 |
| 水泳（水球）                                                                               | 渋谷区                                                                  | 東京体育館屋内プール |
| サッカー                                                                                   | 調布市 三鷹市 町田市 多摩市 八王子市 清瀬市 日の出町 文京区 北区 府中市 | 味の素スタジアム 三鷹市大沢総合グラウンド 町田市立陸上競技場 多摩市立陸上競技場 上柚木公園陸上競技場 下宿第三運動公園サッカー場 スポーツと文化の森・谷戸沢グラウンド（仮称） 小石川運動場 味の素フィールド西が丘 朝日サッカー場 |
| テニス                                                                                     | 世田谷区                                                                | 世田谷区立大蔵運動場庭球場 世田谷区立大蔵第二運動場庭球場 駒沢オリンピック公園総合運動場テニスコート |
| ボート                                                                                     | 江戸川区                                                                | 荒川（平井運動公園周辺流域） |
| ホッケー                                                                                   | 日野市                                                                  | 日野市民陸上競技場 浅川スポーツ公園グラウンド |
| ボクシング                                                                                 | 日野市                                                                  | 日野市市民の森ふれあいホール |
| バレーボール                                                                               | 立川市 国分寺市 小平市 羽村市 町田市 狛江市                             | 立川市泉市民体育館 国分寺市民スポーツセンター 小平市民総合体育館 羽村市スポーツセンター 町田市立総合体育館 狛江市民総合体育館                                                                                                   |
| 体操（体操競技、新体操）                                                                   | 八王子市                                                                | 東京工科大学体育館 |
| バスケットボール                                                                           | 武蔵野市 小金井市 西東京市 立川市                                       | 武蔵野総合体育館 小金井市総合体育館 西東京市総合体育館 立川市泉市民体育館 |
| レスリング                                                                                 | 文京区                                                                  | 文京スポーツセンター |
| セーリング                                                                                 | 江東区                                                                  | 若洲海浜公園ヨット訓練所 |
| ウエイトリフティング                                                                       | 国立市                                                                  | くにたち市民総合体育館 くにたち市民芸術小ホール |
| ハンドボール                                                                               | 墨田区 品川区 新宿区 多摩市 武蔵村山市                                  | 墨田区総合体育館 品川区立総合体育館 新宿区立新宿スポーツセンター 多摩市立総合体育館 武蔵村山市総合体育館 |
| 自転車（トラック）                                                                         | 立川市                                                                  | 立川競輪場 |
| 自転車（ロード）                                                                           | 八王子市 あきる野市 檜原村 奥多摩町                                     | 特設ロードレースコース |
| ソフトテニス                                                                               | 世田谷区                                                                | 世田谷区立大蔵運動場庭球場 世田谷区立大蔵第二運動場庭球場 駒沢オリンピック公園総合運動場テニスコート |
| 卓球                                                                                       | 府中市                                                                  | 府中市立総合体育館 |
| 軟式野球                                                                                   | 八王子市 立川市 府中市 昭島市 町田市 稲城市                             | 八王子市民球場 立川市立川公園野球場 府中市民球場 昭島市立昭和公園野球場 小野路球場 稲城中央公園野球場 |
| 相撲                                                                                       | 大島町                                                                  | 東京都立大島高等学校体育館特設相撲場 |
| 馬術                                                                                       | あきる野市                                                              | あきる野市 馬術特設競技場 |
| フェンシング                                                                               | 台東区                                                                  | 台東リバーサイドスポーツセンター体育館 |
| 柔道                                                                                       | 足立区                                                                  | 東京武道館 |
| ソフトボール                                                                               | 三鷹市 福生市 瑞穂町 あきる野市                                         | 三鷹市大沢総合グラウンド 福生市営福生野球場 福生市営競技場 瑞穂町営第2グランド 瑞穂町長岡いこいの広場（仮称） あきる野市民球場 あきる野市民運動広場                                                                             |
| バドミントン                                                                               | 町田市                                                                  | 町田市立総合体育館 |
| 弓道                                                                                       | 小金井市                                                                | 小金井公園弓道場 |
| ライフル射撃（センターファイアピストル）                                                   | 江東区                                                                  | 警視庁術科センター |
| ライフル射撃 （スモールボア・ライフル、エア・ライフル、 エア・ピストル、ビーム・ライフル） | 埼玉県長瀞町                                                            | 埼玉県長瀞総合射撃場 |
| 剣道                                                                                       | 足立区                                                                  | 東京武道館 |
| ラグビーフットボール                                                                       | 江戸川区                                                                | 江戸川区陸上競技場 江戸川区臨海球技場 |
| 山岳（リード）                                                                             | 東久留米市                                                              | 東久留米市スポーツセンター屋外クライミング施設（仮称） |
| 山岳（ボルダリング）                                                                       | 東久留米市                                                              | 東久留米市スポーツセンター屋内特設施設 |
| カヌー（スプリント）                                                                       | 大田区                                                                  | 京浜南運河特設カヌー競技場 |
| カヌー（スラローム、ワイルドウォーター）                                                   | 青梅市                                                                  | 御岳渓谷特設カヌー競技場 |
| アーチェリー                                                                               | 三鷹市                                                                  | 三鷹市大沢総合グラウンド特設会場 |
| 空手道                                                                                     | 日野市                                                                  | 市民の森ふれあいホール（仮称） |
| 銃剣道                                                                                     | 練馬区                                                                  | 練馬区立総合体育館 |
| クレー射撃                                                                                 | 千葉県印西市                                                            | 成田射撃場 |
| なぎなた                                                                                   | 港区                                                                    | 港区スポーツセンター |
| ボウリング                                                                                 | 東大和市                                                                | BIG BOX東大和 |
| ゴルフ                                                                                     | 八王子市                                                                | 八王子カントリークラブ GMG八王子ゴルフ場 武蔵野ゴルフクラブ |

## 総合成績

### 天皇杯
- 1位 - 東京都 (PDF)
- 2位 - 大阪府
- 3位 - 埼玉県

### 皇后杯
- 1位 - 東京都 (PDF)
- 2位 - 大阪府
- 3位 - 岐阜県

## 荒天の影響
- 会期前競技のボートの決勝は9月15日の予定であったが、台風18号の影響で15日の決勝が中止となり、決勝進出4チームが同時優勝となった。
- 同様にビーチバレー（公開競技）の準決勝・決勝は9月15日の予定であったが、前日の14日に準決勝を実施、決勝を行わず男女各2チームが同時優勝となった。
- 本大会でもセーリングや、トライアスロン、カヌー、ホッケーなどで、競技中止や開始時刻の変更などがあった。